# Rodrigo Arim
Rodrigo Arim (1972) es un economista uruguayo. Es director de la Oficina de Planeamiento y Presupuesto (OPP) desde marzo de 2025. Anteriormente fue rector de la Universidad de la República (2018-2024).

## Biografía
Egresado de la Facultad de Ciencias Económicas de la Universidad de la República, realizó también estudios en la Universidad Torcuato Di Tella, Universidad de Chile e Instituto Tecnológico Autónomo de México.
Ocupó el cargo de decano de la Facultad de Ciencias Económicas durante dos periodos, entre 2010 y 2018. Ese año fue electo Rector de la Universidad de la República. En 2022 fue reelecto para el cargo que ocupó hasta febrero de 2025.
Profesor titular (grado 5) del Departamento de Economía Facultad de Ciencias Económicas y de Administración.
Estuvo a cargo del área de Políticas Sociales de la Oficina de Planeamiento y Presupuesto (OPP) (marzo 2007 –junio 2009) y fue director de Investigación del Instituto Cuesta-Duarte (2005-2007).
Consultor en varias oportunidades del BID, Banco Mundial, CEPAL, OIT, PNUD, UNESCO y SEGIB.